# ایری (پنسیلوانیا)
ایری (به انگلیسی: Erie) شهری در ایالت پنسیلوانیا کشور ایالات متحده آمریکا است که جمعیت آن در سرشماری سال ۲۰۱۰ میلادی، ۱۰۱٬۷۸۶ نفر بوده‌است.